# Mike Czuczman
Mychaljo "Mike" Czuczman (sinh ngày 27 tháng 5 năm 1953) là một cựu cầu thủ bóng đá người Anh thi đấu ở vị trí hậu vệ ở Football League cho Grimsby Town, Scunthorpe United, Stockport County và York City, ở bóng đá non-league cho Skegness Town và Boston United, tại North American Soccer League cho San Jose Earthquakes, và đầu quân cho Preston North End và Hull City mà không có một lần ra sân ở giải vô địch.